# Мартин, Сесар
Се́сар Марти́н Вилья́р (исп. César Martín Villar; 3 апреля 1977, Овьедо, Испания) — испанский футболист, экс-игрок сборной Испании. Ныне — член совета директоров футбольного клуба «Реал Овьедо».

## Карьера

### Клубная
Начал профессиональную карьеру в родном «Реал Овьедо» в 1994 году. После пяти сезонов перешёл в «Депортиво Ла-Корунья», где ему удалось в первом же сезоне взять чемпионский титул, а в дальнейшем ещё и кубок Короля и два Суперкубка Испании, но из-за травм Сесар ни разу не сыграл больше 20 матчей за сезон. С приходом на пост главного тренера Хоакина Капарроса игрок стал редко попадать в состав и летом 2006 года перешёл в «Леванте», но за полгода появился на поле только три раза. 31 января 2007 контракт с ним был разорван по обоюдному согласию. В феврале 2007 подписал контракт с английским «Болтон Уондерерс» до конца сезона. 18 мая 2007 было объявлено, что контракт с ним не будет продлен. Следующий сезон игрок провёл в «Эркулесе». Перед сезоном 2009/10 Сесар подписал контракт с «Кастельоном» по системе 2+1, однако после сезона в котором клуб покинул Сегунду, игрок решил покинуть клуб.

### В сборной
В сборной Испании дебютировал 18 августа 1999 в товарищеском матче против сборной Польши. Последний матч сыграл 5 июня 2004 против сборной Андорры. Всего за сборную сыграл 12 матчей, забив трижды (все три гола были забиты головой).